# سیارک ۱۱۵۵
سیارک ۱۱۵۵ (به انگلیسی: 1155 Aenna، نامگذاری:1928BD) هزار و صد و پنجاه و پنجمین سیارک کشف شده‌است که در ۲۶ ژانویه ۱۹۲۸ و در هایدلبرگ کشف شد.
قدر مطلق سیارک برابر ۱۱٫۵۰ است.